# Die Tote aus der Themse
Die Tote aus der Themse (Ángel de terror en Argentina, ¡Matadero! - Ángel de terror en México) es una película alemana policiaca de 1971 dirigida por Harald Philipp y protagonizada por Uschi Glas, Hansjörg Felmy y Werner Peters. Es parte de la serie de adaptaciones de Edgar Wallace realizadas por Rialto Film. Fue la última rodada en Alemania, a la que le siguieron dos películas italianas antes del final de la serie.

## Argumento
La bailarina Myrna Fergusson es miembro de una red internacional de narcotraficantes y al mismo tiempo trabaja como informante para Scotland Yard. Un día ella es encontrada asesinada en un destartalado hotel de Londres. Sin embargo, cuando el inspector Craig llega al lugar del crimen, el cuerpo ha desaparecido.
Al mismo tiempo la bella hermana de Myrna, Danny, llega de Australia, a quien Myrna le pidió que viniera a Londres poco antes de su supuesta muerte. En el vuelo ella conoce al extraño señor Farnborough, al que vuelve a encontrar una y otra vez. También conce al fotógrafo de mala calidad David Armstrong, que siempre llega antes que la policía a la escena del crimen y quien también cree tener pruebas de que Myrna sigue viva.

## Reparto
| Actor                 | Personaje             |
| --------------------- | --------------------- |
| Uschi Glas            | Danny Fergusson       |
| Hansjörg Felmy        | Inspector Craig       |
| Werner Peters         | William Baxter        |
| Harry Riebauer        | Milton S. Farnborough |
| Vadim Glowna          | David Armstrong       |
| Siegfried Schürenberg | Sir John              |
| Günther Stoll         | Dr. Ellis             |
| Petra Schürmann       | Susan Atkins          |
| Friedrich Schönfelder | Anthony Wyman         |
| Lyvia Bauer           | Myrna Fergusson       |

## Producción

### Desarrollo
Con el final de la década de 1960 y el nuevo espíritu de la época, las películas basadas en novelas de Edgar Wallace empezaron a decaer en éxito, ya que los esfuerzos de llegar a la nueva audiencia creada no captaron al igual que enajenaron a los fanáticos de esas películas. De esa manera el intento de crear un thriller psicológico de calibre internacional con la coproducción germanoitaliana Das Gesicht im Dunkeln (1969) fue un debacle tanto artístico como comercial. Por ello el productor Horst Wendlandt apretó el freno de emergencia y suspendió todos los próximos proyectos basados en las de Wallace.
De esa manera se quedó durante dos años. Sin embargo Arthur Brauner, jefe del CCC, quien, con socios italianos, produjo mientrastanto la ópera prima del maestro del giallo Dario Argento, Das Geheimnis der schwarzen Handschuhe (1970), y la estrenó en Alemania como una película de Bryan Edgar Wallace, hijo de Edgar Wallace. Ganó mucho dinero con ella y ese éxito impulsó entonces a Wendlandt a continuar con estas películas. Sacó para ello un guion llamado Der Engel des Schreckens, que escribió bajo el seudónimo de H.O. Gregor, y reclutó a Harald Philipp, un director experimentado en el género, que revisó el guion para filmarlo con el título Die Tote aus der Themse.

### Filmación
El rodaje tuvo lugar entre el 11 de enero al 14 de febrero de 1971. Como era habitual en los años 70, se evitaron en el largometraje las grabaciones en estudios tradicionales, lo que también tuvo el efecto de minimizar costes. En cambio, rodaron la película en diferentes localidades de Berlín. Para mantener la aparencia de que la película estaba ambientada en Londres se filmó luego en febrero de 1971 en Londres y se filmó también escenas allí en diferentes localidades. Una vez rodada, se estrenó después la película el 30 de marzo en Maguncia.

## Recepción
El filme resultó ser un gran éxito. Tuvo alredeor de 1,4 millones de espectadoes, mientras que las críticas de la época al respecto fueron mixtas Eso impulsó a que Wendlandt decidiera a continuar con la producción de Wallace, aunque con la ayuda de Italia.
Hoy en día la película ha sido valorada en portales cinematográficos. En IMDb, por ejemplo, con 602 votos registrados, el filme obtiene una media ponderada de 5,4 sobre 10. También cabe destacar, que en La Vanguardia el 67 % de los usuarios registrados allí le dan una valoración positiva.